# Farní sbor Českobratrské církve evangelické v Hradišti
Farní sbor Českobratrské církve evangelické v Hradišti je sborem Českobratrské církve evangelické v Hradišti. Sbor spadá pod Chrudimský seniorát. 

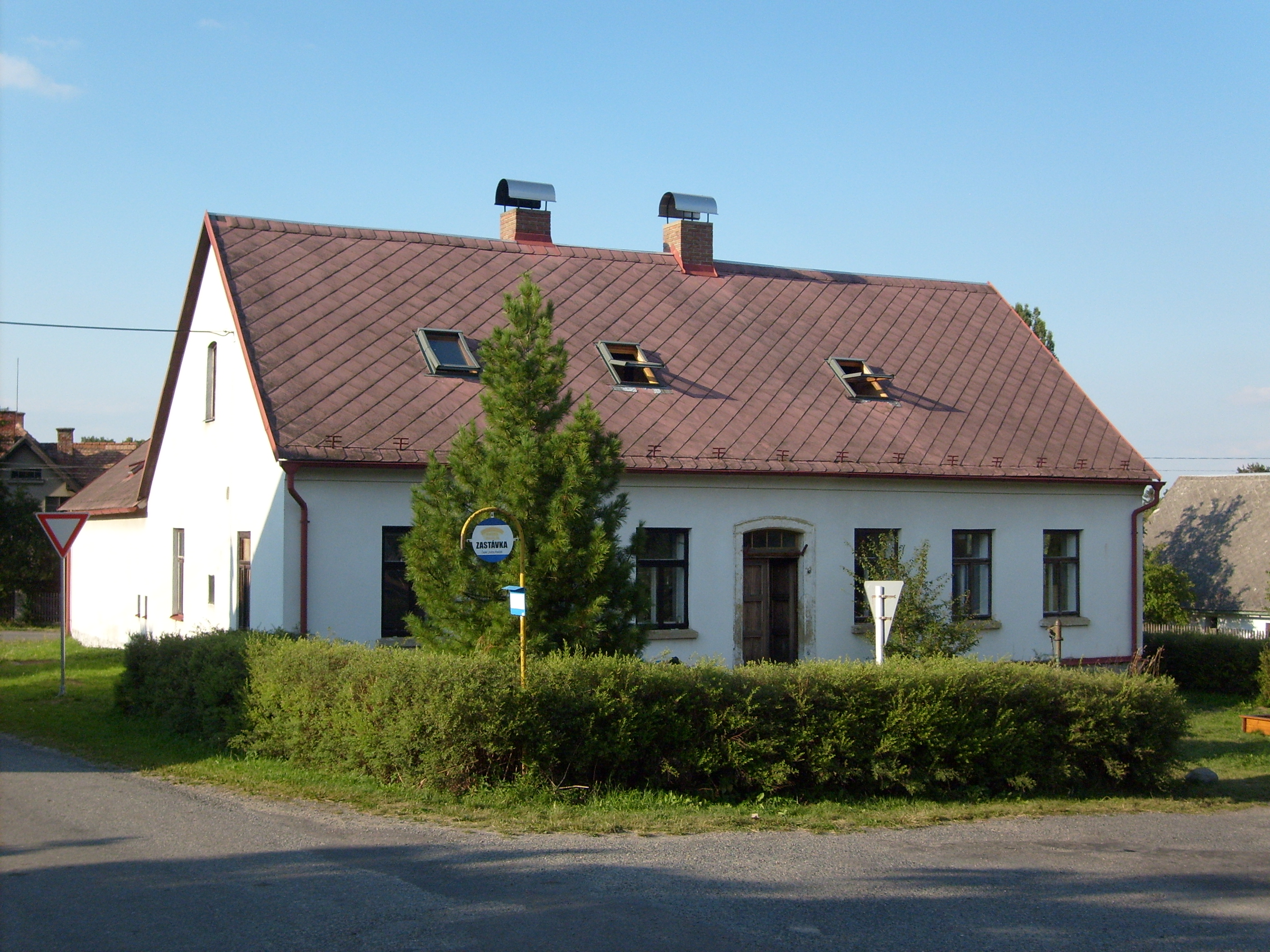
Bývalá evangelická škola v Hradišti.

Je centrem evangelíků v Železných horách. Sbor má svoji kazatelskou stanici v Klokočově. Farářem sboru je Jan Jun, kurátorkou sboru je Radka Závorková. Sbor má podle oficiálních údajů 378 členů.

## Historie
Tajní evangelíci ve vesnicích kolem Hradiště žili již před Tolerančním patentem. Po jeho vyhlášení se přiklonili k helvétskému vyznání. V roce 1787 byla v Hradišti postavena dřevěná modlitebna, kterou později nahradil zděný toleranční kostel, postavený v letech 1842–1847. Ten zde stojí dodnes, do roku 1860 byl vedle něho založen hřbitov. Fara byla postavena v roce 1835 vedle kostela. Církevní škola, která se stavěla v letech 1861–1862, dodnes stojí na návsi obce; dnes je využívána k různým pobytům, dětským táborům apod.

## Faráři sboru
- Ludvík Bohumil Kašpar (1865–1891)
- Josef Marek (1893–1924)
- Jiří Altynski (1942–1943)
- Jaroslav Pech (1946-1960)
- Čestmír Rychetský (1961-1985)
- Jiří Kučera (1987–2021)
- Jan Jun (od 1. 6. 2022)